# زندگی (ترانه دزری)
«زندگی» (به انگلیسی: Life) ترانه‌ای از دِزری خوانندهٔ سول و پاپ اهل بریتانیا است. این یکی از قطعه‌های سومین آلبوم استودیویی دِزری با نام فراطبیعی (۱۹۹۸) است که در قالب تک‌آهنگ اصلی آن آلبوم هم منتشر شد. موفقیت این تک‌آهنگ منجر به برنده شدن او در جوایز موسیقی ملل ۱۹۹۹ (جایزهٔ پُرفروش‌ترین هنرمند بریتانیایی) و جوایز بریت (بهترین هنرمند انفرادی زن بریتانیا) شد.
«زندگی» که تا به امروز هم‌چنان موفق‌ترین آهنگ دِزری به‌شمار می‌آید در زمان انتشارش شمارهٔ ۱ چارت‌های اتریش، هلند، مجارستان، ایتالیا و آراَندبی بریتانیا شد.

## اشعار
بخشی از شهرت ترانه به خاطر شعر کمی پیش پا افتادهٔ آن و قسمت مربوط به نان تست است:
نمی‌خواهم یک روح ببینم، این منظره‌ای است که از همه بیشتر از آن می‌ترسم، ترجیح می‌دهم یک تکه نان تست بخورم و اخبار عصر را تماشا کنم.
 در سال ۲۰۰۷ شنوندگان رادیوی BBC6 Music این جمله‌ها را به عنوان «بدترین اشعار تاریخ موسیقی پاپ» انتخاب کردند.

## موقعیت در جدول‌های فروش موسیقی
| چارت (۱۹۹۸)                                                        | بالاترین جایگاه |
| ------------------------------------------------------------------ | --------------- |
| استرالیا (ای‌آرآی‌ای)                                                | ۸               |
| اتریش (او۳ تاپ ۴۰ اتریش)                                           | ۱               |
| بلژیک (اولتراتاپ ۵۰ فلاندرز)                                       | ۲               |
| بلژیک (اولتراتاپ ۵۰ والونی)                                        | ۳               |
| دانمارک (آی‌اف‌پی‌آی)                                                 | ۵               |
| اروپا (۱۰۰ تک‌آهنگ داغ اروپایی)                                     | ۱               |
| فرانسه (SNEP)                                                      | ۲               |
| آلمان (جدول‌های رسمی آلمان)                                         | ۸               |
| مجارستان (Mahasz)                                                  | ۱               |
| ایسلند (ایسلنسکی لیستین)                                           | ۶               |
| ایرلند (ایرما)                                                     | ۳               |
| ایتالیا (Musica e dischi)                                          | ۱               |
| ۱                                                                  |                 |
| ۱                                                                  |                 |
| زلاندنو (انجمن صنعت ضبط نیوزیلند)                                  | ۲۱              |
| نروژ (وی‌جی-لیستا)                                                  | ۹               |
| اسکاتلند (جدول‌های تک‌آهنگ‌ها و آلبوم‌های اسکاتلندی شرکت جدول‌های رسمی) | ۱۸              |
| اسپانیا (AFYVE)                                                    | ۳               |
| سوئد (فهرست برترین‌های سوئد)                                        | ۳               |
| سوئیس (شوایزر هیت‌پاراد)                                            | ۳               |
| بریتانیا (آفیشال چارتس)                                            | ۳               |
| بریتانیا (جدول آراَندبی آفیشال چارتس)                               | ۱               |

| چارت (۱۹۹۸)                    | جایگاه |
| ------------------------------ | ------ |
| استرالیا (ARIA)                | ۳۸     |
| اتریش (او۳ تاپ ۴۰ اتریش)       | ۷      |
| بلژیک (اولتراتاپ فلاندرز)      | ۲۲     |
| بلژیک (اولتراتاپ والونیا)      | ۱۷     |
| اروپا (۱۰۰ تک‌آهنگ داغ اروپایی) | ۸      |
| فرانسه (SNEP)                  | ۱۱     |
| آلمان                          | ۲۷     |
| ایسلند (ایسلنسکی لیستن)        | ۴۹     |
| هلند (۱۰۰ تک‌آهنگ برتر هلند)    | ۶      |
| هلند (۱۰۰ تک‌آهنگ برتر هلند)    | ۷      |
| سوئد (فهرست برترین‌های سوئد)    | ۲۱     |
| سوئیس (جدول موسیقی سوئیس)      | ۱۲     |
| آفیشال چارتس بریتانیا          | ۶۶     |